# Витык, Семён Игнатьевич
Семён Игна́тьевич Ви́тык (укр. Семен Гнатович Вітик; 21 февраля (4 марта) 1876, Верхние Гаи, Королевство Галиции и Лодомерии — 10 октября 1937, Верхнеуральск, Челябинская область, СССР) — украинский общественно-политический и профсоюзный деятель левого толка.
Редактировал журнал РУРП «Крестьянин». Основатель УСДП, посол в австрийском парламенте. Член ВКП(б) с 1925 года. Член президиума национального совета ЗУНР, член президиума Трудового конгресса, министр в галицких делах УНР (1919). В 1919—1925 годах — в эмиграции в Вене, где занимал советскофильские позиции, издавал журнал «Новое общество» (1923—1925).
Казнён в Верхнеуральске. Реабилитирован решением Военного трибунала Киевского военного округа от 4 июля 1958 года.

## Биография

Первые депутаты от Украинской социал-демократической партии (1899) на парламентских выборах 1907 года Семён Витык и Яцко Остапчук.

Родился в селе Верхние Гаи (ныне село Дрогобычского района Львовской области) в семье железнодорожника. Учился в Дрогобычской гимназии. Окончил Перемышльскую гимназию и Львовский университет. В 1892 году познакомился с Иваном Франко, был секретарём Русско-украинской радикальной партии, возглавляемой И. Франко и М. Павликом. После раскола партии (1899) вместе с Николаем Ганкевичем и Владимиром Охримовичем стал одним из основателей Украинской социал-демократической партии Галиции и Буковины (1899 год), возглавлял её крыло, сотрудничавшее с польской социал-демократией.
Избран депутатом (послом) австрийского парламента (1907—1911), где защищал украинские национальные интересы. Принимал активное участие в государственно-политической жизни Украины периода освободительной борьбы 1917—1921 годов.
В октябре 1918 года вошел в состав Украинского Национального Совета Западно-Украинской Народной Республики (ЗУНР), был членом его президиума, вице-президентом. В конце 1918 — начале 1919 года был назначен уездным комиссаром Дрогобычского уезда Галичины; во время пребывания на этой должности отказался выполнять распоряжение Государственного секретариата ЗУНР, повлекшее осложнения в обеспечении частей Украинской галицкой армии военным снаряжением. Обвинялся в спекуляциях и хищениях прибыли из галицких нефтяных месторождений.
В период Директории УНР избран делегатом Трудового конгресса Украины, председателем его президиума; позже возглавил Министерство галицких дел УНР.
В 1919 году эмигрировал в Вену, где выступал как против Директории УНР, так и против советского правительства Украины. Избран председателем Всеукраинского трудового комитета, от имени которого выступил с декларацией о незаконности заключения Варшавского мирного договора и с предложением начале мирных переговоров с правительством УНР. В 1923—1925 годах редактировал и издавал журнал «Новое общество» («Нова громада»).
В 1925 году приехал в УССР, в Харьков, где работал редактором журнала «Красный клич» ЦК украинской секции Международной организации помощи борцам революции (1925—1927). Вступил в КП(б)У. Находился на партийной работе. Занимал ряд ответственных должностей: был членом правления Государственного издательства Украины (1927—1930), секретарём Всеукраинского общества культурных связей с заграницей (ВУТОКЗ) (1929—1931), заведующим отделом КПЗУ. В письмах из Украины во Львов призвал социал-демократическую партию выступить на защиту Советской Украины. Подготовил к печати книгу «Польша и Украина», оставил воспоминания о И. Франко.
22 марта 1933 года арестован за принадлежность к «националистической организации» (целью которой якобы было «отделение Украины от России») по «делу УВО». Судебной тройкой при Коллегии ГПУ УССР 23 сентября 1933 приговорён к десяти годам лишения свободы. Наказание отбывал в Верхнеуральском политическом изоляторе (Челябинская область, РФ). 2 октября 1937 Особой тройкой УНКВД СССР по Челябинской области приговорён к смертной казни за то, что во время заключения «проявлял свои контрреволюционные убеждения и непримиримо враждебные настроения к руководству партии и правительства», «враждебно настроен к НКВД <…> нарушал правила тюремного режима».
Казнён 10 октября 1937.
4 июля 1958 военный трибунал Киевского военного округа реабилитировал его посмертно. 11 июля 1990 года Комиссией партийного контроля при ЦК Компартии Украины С. И. Витык был реабилитирован посмертно и как член КП(б)У.